# Gui de Cavalhon

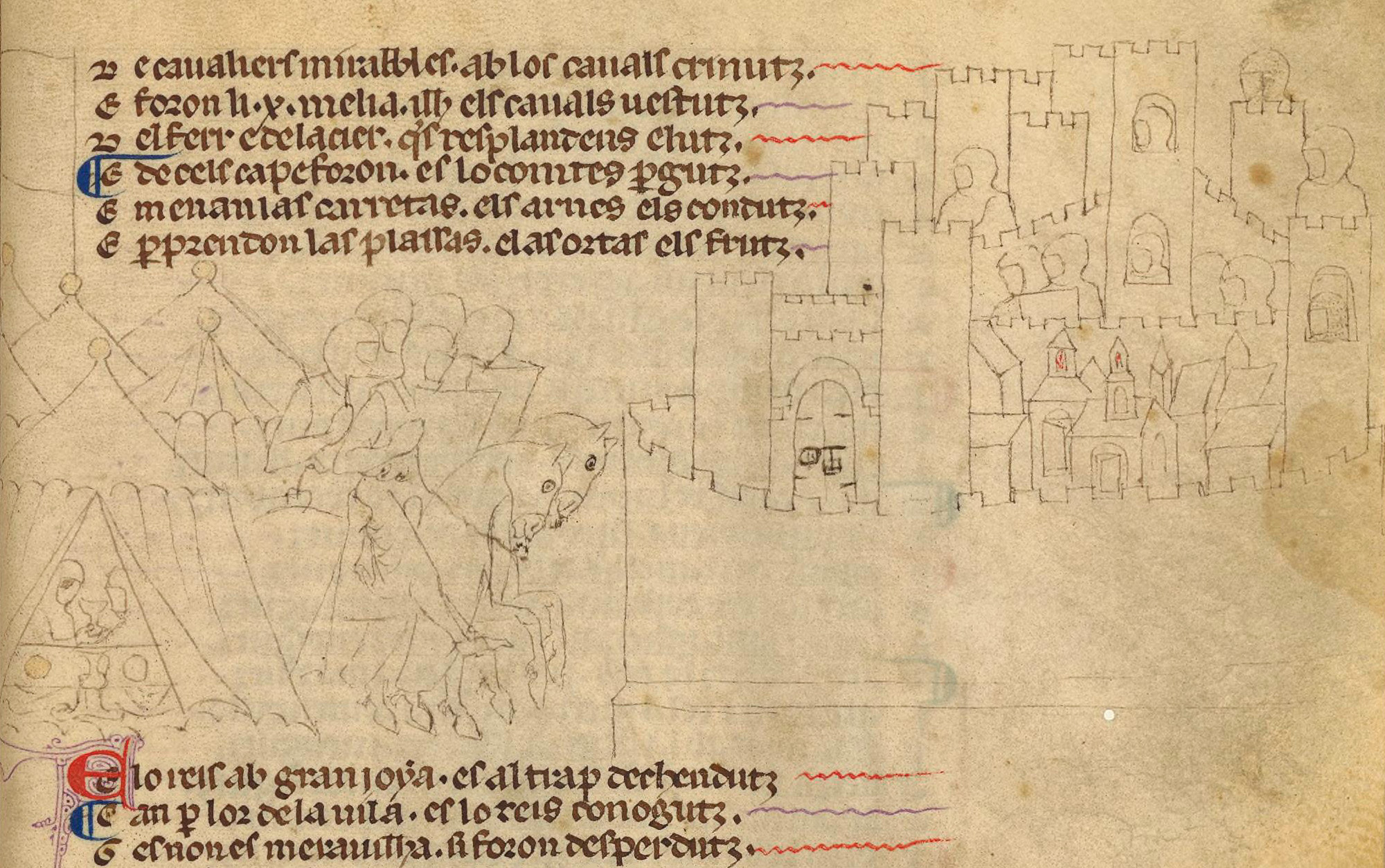
Cants supervivents de la croada contra els albigesos, en poder de Lluís VIII de França, que fan creure a Gui de Cavalhon com autor de la segona cançó

Gui de Cavalhon (fl. principis del s. XIII) fou un trobador i noble occità.
Figura en la història de Provença a partir del 1202 i prengué part activa en la guerra dels albigesos, com a partidari de Ramon VI de Tolosa, qui, en marxar a Espanya (1216), li confià el seu fill. Aquell mateix any assistí al setge de Bellcaire; el 1222 marxà a París com ambaixador de Ramon VII prop de Lluís IX, i el 1224 anà a Roma amb una altra missió dirigida al papa Honori IV, comptant-se (1229) entre els ostatges del tractat de París.
Com a poeta deixà un sirventès (PC 192,4, Seignieiras e cavals armatz, respost per Guilhem des Baux PC 209,2 En Gui, a tort mi menassatz), dues tençons (una fictícia amb el seu mantell i l'altra amb un tal Falco) i diversos intercanvis de coblas amb altres trobadors. Una d'aquestes es considera resposta a una cobla de Garsenda de Forcalquier, que la vida que es conserva de Gui de Cavalhon en fa la seva amant.